# 100 meter bröstsim för herrar i simning vid olympiska sommarspelen 2004
Sammanställda resultaten för 100 meter bröstsim, herrar vid de Olympiska sommarspelen 2004.

## Rekord
| Världsrekord                        | Brendan Hansen (USA)          | Long Beach, USA    | 59,30   | 8 juli 2004       |
| Tidigare olympiskt rekord           | Domenico Fioravanti (Italien) | Sydney, Australien | 1.00,46 | 17 september 2000 |
| Nytt olympiskt rekord (Heat 7)      | Kosuke Kitajima (Japan)       | Aten, Grekland     | 1.00,03 | 14 augusti 2004   |
| Nytt olympiskt rekord (Semifinal 1) | Brendan Hansen (USA)          | Aten, Grekland     | 1.00,01 | 14 augusti 2004   |

## Resultat
Från de åtta kvalheaten gick de 16 snabbaste tiderna vidare till semifinal.
Från semifinalerna gick de 8 snabbaste tiderna vidare till final.
Alla tider visas i minuter och sekunder.

Q kvalificerad till nästa omgång

DNS startade inte.

DSQ markerar diskvalificerad eller utesluten.

### Kval

#### Heat 1
1. Eric Williams, Nigeria 1.07,69
2. Chisela Kanchela, Zambia 1.09,95
3. Amar Shah, Kenya 1.10,17
4. Alice Shrestha, Nepal 1.12,25

#### Heat 2
1. Chi-Kin Tam, Hongkong 1.05,11
2. Ahmed Alkudmani, Saudiarabien 1.05,65
3. Andrei Capitanciuc, Moldavien 1.05,65
4. Raphael Matthew Chua, Filippinerna 1.06,37
5. Pavels Murans, Lettland 1.06,45
6. Jean Luc Razakarivony, Madagaskar 1.07,74
7. Jevgenij Petrasjov, Kirgizistan 1.07,78
8. Oleg Sidorov, Uzbekistan 1.08,30

#### Heat 3
1. Seung-Hun You, Sydkorea 1.03,56
2. Cho-Yi Chen, Taiwan 1.03,94
3. Ben Labowitch, Nya Zeeland 1.03,99
4. Aurimas Valaitis, Litauen 1.04,11
5. Alvaro Fortuny, Guatemala 1.05,41
6. Kyriakos Dimosthenous, Cypern 1.05,54
7. Aleksander Baldin, Estland 1.06,04
8. Huu Viet Nguyen, Vietnam 1.06,70

#### Heat 4
1. Jakob Johann Sveinsson, Island 1.02,97
2. Arsenio Lopez, Puerto Rico 1.03,99
3. Christos Papadopoulos, Grekland 1.04,43
4. Malick Fall, Senegal 1.04,50
5. Bradley Ally, Barbados 1.04,71
6. Wickus Nienaber, Swaziland 1.04,74
7. Cristian Mauro Soldano, Argentina 1.05,05
8. Ratapong Sirisanont, Thailand DSQ

#### Heat 5
1. Terence Parkin, Sydafrika 1.03,05
2. Maxim Podoprigora, Österrike 1.03,08
3. Alwin de Prins, Luxemburg 1.03,32
4. Daniel Malek, Tjeckien 1.03,35
5. Mladen Tepavcevic, Serbien och Montenegro 1.03,52
6. Sofiane Daid, Algeriet 1.03,63
7. Jose Couto, Portugal 1.03,72
8. Remo Luetolf, Schweiz 1.03,82

#### Heat 6
1. Mark Gangloff, USA 1.00,81 Q
2. Darren Mew, Storbritannien 1.00,89 Q
3. Vladislav Poljakov, Kazakstan 1.01,16 Q
4. Roman Sludnov, Ryssland 1.01,65 Q
5. Richard Bodor, Ungern 1.01,91 Q
6. Dmitrij Komornikov, Ryssland 1.02,05 Q
7. Martin Gustafsson, Sverige 1.02,53
8. Haibo Wang, Kina 1.03,54

#### Heat 7
1. Kosuke Kitajima, Japan 1.00,03 Q Olympiskt rekord
2. James Gibson, Storbritannien 1.00,99 Q
3. Hugues Duboscq, Frankrike 1.01,15 Q
4. Jarmo Pihlava, Finland 1.01,99 Q
5. Thijs van Valkengoed, Nederländerna 1.02,03 Q
6. Rene Kolonko, Tyskland 1.02,09 Q
7. Emil Tahirovic, Slovenien 1.02,12
8. Vanja Rogulj, Kroatien 1.03,16

#### Heat 8
1. Brendan Hansen, USA 1.00,25 Q
2. Jens Kruppa, Tyskland 1.01,19 Q Tyskt rekord
3. Oleh Lisohor, Ukraina 1.01,21 Q
4. Eduardo Fischer, Brasilien 1.01,84 Q
5. Morgan Knabe, Kanada 1.02,13
6. Scott Dickens, Kanada 1.02,16
7. Jim Piper, Australien 1.02,16
8. Alexander Öen, Norge 1.02,25

### Semifinaler

#### Heat 1
1. Brendan Hansen, USA 1.00,01 Q Olympiskt rekord
2. Darren Mew, Storbritannien 1.00,83 Q
3. Hugues Duboscq, Frankrike 1.01,17 Q
4. Roman Sludnov, Ryssland 1.01,54
5. Jens Kruppa, Tyskland 1.01,68
6. Rene Kolonko, Tyskland 1.01,82
7. Richard Bodor, Ungern 1.01,88
8. Thijs van Valkengoed, Nederländerna 1.02,36

#### Heat 2
1. Kosuke Kitajima, Japan 1.00,27 Q
2. Oleg Lisogor, Ukraina 1.01,07 Q
3. James Gibson, Storbritannien 1.01,07 Q
4. Mark Gangloff, USA 1.01,07 Q
5. Vladislav Poljakov, Kazakstan 1.01,36 Q
6. Dmitri Komornikov, Ryssland 1.01,83
7. Jarmo Pihlava, Finland 1.01,86
8. Eduardo Fischer, Brasilien 1.02,07

### Final
1. Kosuke Kitajima, Japan 1.00,08
2. Brendan Hansen, USA 1.00,25
3. Hugues Duboscq, Frankrike 1.00,88
4. Mark Gangloff, USA 1.01,17
5. Vladislav Poljakov, Kazakstan 1.01,34
6. James Gibson, Storbritannien 1.01,36
7. Darren Mew, Storbritannien 1.01,66
8. Oleh Lisohor, Ukraina 1.02,42

## Tidigare vinnare

### OS
- 1896 – 1964: Ingen tävling
- 1968 i Mexico City: Donald McKenzie, USA – 1.07,7
- 1972 i München: Nobutaka Taguchi, Japan – 1.04,94
- 1976 i Montréal: John Hencken, USA – 1.03,11
- 1980 i Moskva: Duncan Goodhew, Storbritannien – 1.03,44
- 1984 i Los Angeles: Steve Lundquist, USA – 1.01,65
- 1988 i Seoul: Adrian Moorhouse, Storbritannien – 1.02,04
- 1992 i Barcelona: Nelson Diebel, USA – 1.01,50
- 1996 i Atlanta: Frédéric Deburghgraeve, Belgien – 1.00,65
- 2000 i Sydney: Domenico Fioravanti, Italien – 1.00,46

### VM
- ’1973 i Belgrad: John Hencken, USA – 1.04,02
- 1975 i Cali, Colombia: David Wilkie, Storbritannien – 1.04,26
- 1978 i Berlin: Walter Kusch, Västtyskland – 1.03,56
- 1982 i Guayaquil, Ecuador: Steve Lundquist, USA – 1.02,75
- 1986 i Madrid: Victor Davis, Kanada – 1.02,71
- 1991 i Perth: Norbert Rózsa, Ungern – 1.01,45
- 1994 i Rom: Norbert Rózsa, Ungern – 1.01,24
- 1998 i Perth: Frédéric Deburghgraeve, Belgien – 1.01,34
- 2001 i Fukuoka, Japan: Roman Sloudnov, Ryssland – 1.00,16
- 2003 i Barcelona: Kosuke Kitajima, Japan – 59,78